# Эолида
Эоли́да (греч. Αιολίδα, лат. Aeolis) — населённая преимущественно эолийцами древнегреческая область на эгейском побережье Малой Азии (Троада, Мисия, Лидия) с прилегающими островами (Лесбос, Тенедос); эолийцы были вытеснены сюда из Фессалии дорийским вторжением. Название племени и страны происходит от мифического родоначальника Эола («Пёстрого»), сына Эллина и нимфы Орсеиды. В иной версии — от Эола, бога ветров.
К южноэолийским городам относилась Кима, а позднее ионическая Смирна, к североэолийским — города, образовавшие в период Римской империи Эолийский союз городов. Начиная с 546 г. до н. э. Эолида находилась под властью Крёза, входила в состав империи персов; позднее принадлежала к Афинскому морскому союзу, а с 404 г. до н. э. была вновь завоёвана персами. Освобождённая Александром Македонским, Эолида принадлежала затем Пергамскому царству, некоторое время царству Селевкидов и с 133 г. до н. э. — Риму.
Краткое описание Эолиды приведено у Геродота (I.149), перечислявшего одиннадцать городов эолийцев в континентальной части Малой Азии (Кима, называемая также Фриконидой, Лариса фриконийская, Неонтихос, Темнос, Килла (Κίλλα), Нотион, Эгироесса, Питана, Эгеи, Мирина, Гриния). Геродот отмечал, что первоначально городов было двенадцать (др.-греч. Δωδεκάπολις, додекаполис — двенадцатиградие; сакральное для греков число), но двенадцатый город — Смирна — был отторгнут у них ионийцами. Геродот упоминает также «островные города» — пять на Лесбосе и один — на Тенедосе.
Плиний Старший в «Естественной Истории» упоминает Эолиду под латинизированным названием Aeolis.
Эолида — родина Гесиода.
В честь Эолиды назван астероид (396) Эолия, открытый в 1894 году.